# August Johansson i Lövholmen
August Wilhelm Johansson (i riksdagen kallad Johansson i Lövholmen), född 26 januari 1864 i Häggum, död 17 maj 1939 i Skälvum, var en svensk lantbrukare och politiker (folkpartist). 
August Johansson, som kom från en bondesläkt, brukade gården Lövholmen i Kinne-Vedum, där han också var kommunalt verksam. Han var även ledamot i Skaraborgs läns landsting 1910–1934.
Han var riksdagsledamot i första kammaren för Skaraborgs läns valkrets från den 14 januari 1920 till 1935 års utgång. I riksdagen tillhörde han Frisinnade landsföreningens riksdagsgrupp Liberala samlingspartiet, under den liberala partisplittringen Frisinnade folkpartiet, och följde därefter med till det återförenade Folkpartiet. Han var bland annat suppleant i jordbruksutskottet 1929–1932 och i bevillningsutskottet 1933–1935.